# Beyond Belief
Beyond Belief es un simposio anual que reúne a una serie de científicos y filósofos para explorar preguntas y respuestas sobre la naturaleza humana y la sociedad. El evento está organizado por The Science Network y el Crick-Jacobs Centre. Cada año trata sobre una temática diferente.

## 2006: Ciencia, religión, razón y supervivencia
El primer simposio se celebró entre los días 5 y 7 de noviembre de 2006 en el Instituto Salk de Estudios sobre Biología, en La Jolla, California.

## 2007: Iluminación 2.0
El segundo simposio se celebró entre los días 31 de octubre y 2 de noviembre de 2007 en el auditorio Frederic Hoffman en el Instituto Salk de Estudios sobre Biología.

## 2008: Velas en la oscuridad
Simposio organizado entre los días 3 y 6 de octubre de 2008 por la Red Científica (The Science Network)